# Khadjou Sambe
Pour les articles homonymes, voir Samb.
Khadjou Sambe, née en 1997 à Dakar, Sénégal, est une surfeuse sénégalaise. Elle est la première surfeuse professionnelle du Sénégal et la seule sénégalaise à participer à la World Surf League.

## Biographie
Khadjou Sambe réside sur l'île de Ngor et sa résidence apparaît dans le film The Endless Summer, lorsque le surf est introduit pour la première fois sur l'île. Sambe fait partie de l'ethnie Lébous qui vit traditionnellement près de la mer.
Elle fait partie des trois sénégalais membres de la World Surf League et en est la seule femme. Khadjou Sambe s'entraîne pour les Jeux olympiques de Tokyo. Elle est également l'entraîneuse des surfeuses de la Black Girls Surf School. Elle a fondé une école de surf au Sénégal.